# Брежанска река
Брежанска река (известна още като Ржана) е река в Югозападна България, област Благоевград, община Симитли. Дължината ѝ е 15 km. Тя води началото си от северозападните склонове на връх Пирин и представлява ляв приток на Струма. 
Реката преминава през землищата на селата Брежани и Полето, образувайки живописно ждрело в частта си между тях. При устието си образува голям наносен конус. Най-големият (десен) приток на Брежанска река е река Горещица.  Площта на басейна е 32 km2, а средната ѝ надморска височина е 980 m. Има дъждовно и снежно подхранване с пролетно пълноводие и лятно маловодие. Средно годишният оток при устието е около 0,235 m3/s. Речната долина е формирана в гранити и неогенски наслаги. Поречието е залесено предимно в по-високите части с бял бор, бук, кестен, дъб. Част от водите ѝ се използват за напояване.